# Flora Azikiwe
Flora Ogbenyeanu Ogoegbunam Azikiwe (7 tháng 8 năm 1917 - tháng 8 năm 1983) là người vợ đầu tiên của Nnamdi Azikiwe, Tổng thống đầu tiên của Nigeria. Bà từng là Đệ nhất phu nhân Nigeria từ ngày 1 tháng 10 năm 1963 đến ngày 16 tháng 1 năm 1966.
Ogoegbunam được sinh ra ở Onitsha, một thành phố ở bang Anambra ngày nay cho tù trưởng Ogoegbunam, Adazia của Onitsha (Ndichie Chief) từ Ogboli Agbor Onitsha. Bà gặp Nnamdi Azikiwe ở đó vào năm 1934 và hai người đã kết hôn vào ngày 4 tháng 4 năm 1936. Đám cưới của họ được tổ chức tại James Town, Accra, Gold Coast (Ghana ngày nay) nơi chồng bà đang làm biên tập viên của tờ Morning Morning Post vào thời điểm đó.
Ogoegbunam là thành viên của Ủy ban Công tác Đông của Hội đồng Quốc gia Nigeria và Cameroons (NCNC). Bà là người bảo trợ đầu tiên của Hiệp hội Khoa học tại nhà (HSA), trước đây gọi là Hiệp hội Khoa học Gia đình Liên bang.
Vào tháng 8 năm 1983, bà qua đời. Bà và chồng có một con gái và ba con trai.